# Основна музичка школа „Владимир Ђорђевић” Београд
Основна музичка школа „Владимир Ђорђевић” Београд” једна је од основних школа у општини Звездара. Налази се у улици Ватрослава Јагића 5, а основана је 1948. године.

## Опште информације
Школа је основана 1948. године, а поред музичке делатности у школи се организује и концертна делатност под називом „Понедељком у Ђорђевићу”, где еминентни музичари дарују своје стваралаштво. Рад школе прилагођен је према обавезама ученика у њиховим редовним школама. Током школовања ученици добијају још један предмет, оркестар, хор или камерну музику.
Носи име по Владимиру Ђорђевићу, српском фолклористи и композитору. Школа поседује 14 учионица за индивидуалну и 2 учионице за групну наставу, као и салу за концерте. Ђаци школе су од њеног оснивања освојили преко 2000 награда и признања на разним такмичењима.